# Рус
Рус — персонаж книжных легенд, князь и родоначальник, эпоним руси.
Персонаж появился в результате ошибочной передачи в Септуагинте (переводе Библии на древнегреческий язык) еврейского слова רֹאשׁ (рош, «глава», «главный») как имени собственного — греч. ῾Ρώς (Рос). Позднее персонаж был отождествлён с народом русь.

## Появление персонажа
Библейская Книга пророка Иезекииля (Иез. 38, 39) делает предсказание, что «после многих дней» «в последние годы» (Иез. 38:8) «верховный князь» Гог из страны Магог во главе великого войска по воле Бога пойдет против вернувшегося из плена народа Израиля. В Септуагинте в результате неточного перевода еврейское слово רֹאשׁ (рош) — «глава», «главный» — стало именем собственным — греч. ῾Ρώς (Рос), а еврейский титул наси-рош (Иез. 38:2; 39:1) — «верховный глава» — был передан как «архонт Рос» в греческом переводе и как «князь Рош» в славянском переводе.

## Византийская литература
Имя «Рос» было хорошо знакомо греческой — византийской традиции.
В связи с вторжением гуннов в первой половины V века, пророчество Иезекииля, а также библейские имена Гога, князя Рос, Мосоха и Тобела упоминает константинопольский архиепископ Прокл (434—447). Появлению князя Рос здесь способствует имя предводителя гуннов Роугас, Роас. Эти ассоциации позволили историку Г. В. Вернадскому с опорой на А. П. Дьяконова удревнить историю «народа рус», который в его интерпретации был «славяно-иранским» (антским) кланом «рухс-асов», или роксоланов, обитавшим в Приазовье по меньшей мере с IV века и участвовавшим в гуннских походах. Исследователь также игнорирует контекст источника, упоминающего Гога и Магога, имена которых древние и средневековые авторы прилагали к варварским народам Севера от киммерийцев и скифов до готов и славян и монголо-татар — независимо от реальных этнонимов.
Сирийский автор середины VI века Псевдо-Захария, или Захария Ритор, компилятор, который использовал хронику греческого автора Захарии Митиленского, упоминает некий «народ рус» или «ерос». Несмотря на различные попытки связать его с русами, большинство исследователей возводит «народ рос» у Захарии Ритора и других раннесредневековых авторов к библейским реминисценциям и не рассматривает имена «Гога и Магога, князя Рос» как реальные этнонимы и обозначения исторических народов. Однако интерпретация «народа рос» в качестве передачи греч. Ηρωες (сирийским ерос) со значением «герои мифических времён» в большей степени соответствует античной традиции об амазонках. Сирийско-византийская традиция, особенно с распространением «Романа об Александре» Псевдо-Каллисфена легко контаминировала библейские предания и античные легенды об амазонках. Кавказ и «Каспийские ворота» ассоциировали со стеной Гога и Магога и железными воротами, которые воздвиг Александр. К эпохи Захарии Ритора «дикие народы» уже прорвались через эти ворота в цивилизованный мир и получили исторические имена на страницах хроник, ожднако за «историческими народами» ещё оставались неизведанные простраства, населяемые традиционными чудовищами.
Некоторые книжники Византии увязывали северный народ «рос» с именем «Гога, князя Роса и Магога» (вариант из Септуагинты). Пророчество Иезекииля было отнесено к предводителю варварских народов севера — «Гогу, в земле Магог, архонту Роса, Мосоха и Тобела» (Иез. 38:2. Этого несуществовавшего князя Роса впервые сопоставил с народом «рос» Лев Диакон в X веке, описывая поход русского князя Святослава (Leo Diac. Hist. IX 6).
В начале IX века флотилии росов совершили нападение на византийские порты на черноморском побережье — Амастриду и Сугдею. В «Житии Георгия Амастридского», повествующем об атаке росов, заметны ассоциации с «архонтом Рос» Септуагинты — росы здесь названы «губительным на деле и по имени народом». Эта ассоциация закрепилась за русами в византийской традиции, в «Житии Василия Нового», которое рассказывает о походе руси Игоря на Константинополь в 941 года. Лев Диакон увидел в походах Святослава сбывающееся пророчество Иезекииля: «Вот, я навожу на тебя Гога и Магога, князя Рос».
О могущественном Росе писал в X веке византийский автор Симеон Логофет:
Росы, или ещё дромиты, получили своё имя от некоего могущественного Роса, после того как им удалось избежать последствий того, что предсказывали о них оракулы, благодаря какому-то предостережению или божественному озарению того, кто господствовал над ними. Дромитами они назывались потому, что могли быстро двигаться.
Датский хронист XII века Адам Бременский в соответствии с традицией отождествлял с Гогом шведский народ ётов (готов) и помещал «Край женщин» к северу от Руссии у берегов Балтийского моря. От амазонок чудесным образом рождаются — по подозрению Адама, от соития с чудовищами — кинокефалы; этих людей часто берут в плен в Руссии. Руссия в этом источнике включена в человеческую ойкумену.

## Арабо-персидская литература
В персидском «Собрании историй» начала XII века содержатся следующие сведения:
Рассказывают также, что Рус и Хазар были от одной матери и отца. Затем Рус вырос и, так как не имел места, которое ему пришлось бы по душе, написал письмо Хазару и попросил у того часть его страны, чтобы там обосноваться. Рус искал и нашёл место себе. Остров не большой и не маленький, с болотистой почвой и гнилым воздухом; там он и обосновался.
Место то лесистое и труднодоступное, и никогда ни один человек не достигал того места, разве что Гуштасф по приказу отца своего Лехрасфа в то время, когда Кей-хосров его послал к хазарам и аланам, и об этом будет сказано в своём месте, если захочет Бог. Рассказывают также, что у Руса был сын, которому в схватке с каким-то человеком разбили голову. Он пришёл к отцу весь в крови. Тот ему сказал: «Иди и порази его!» Сын так и сделал. И остался такой обычай, что если кто-либо (русов) ранит, они не успокоятся, пока не отомстят. И если дашь им весь мир, они все равно не отступятся от этого. И один другому у них не оказывает доверия. Когда родится сын, отец кладет ему на живот меч и говорит: «Вот тебе наследство!»
Тот же источник сообщал и следующее:
…И Славянин пришёл к Русу, чтобы там обосноваться. Рус ему ответил, что это место тесное (для нас двоих). Такой же ответ дали Кимари и Хазар. Между ними началась ссора и сражение, и Славянин бежал и достиг того места, где ныне земля славян. Затем он сказал: «Здесь обоснуюсь и им легко отомщу». [Славяне] делают жилища под землёй, так чтобы холод, который бывает наверху, их не достал. И он [Славянин] приказал чтобы принесли много дров, камней и угля, и эти камни бросали в огонь, и на них лили воду, пока не пошёл пар и под землёй стало тепло. И сейчас они зимой делают так же. И та земля обильна. И много занимаются они торговлей…
Персидская легенда о Русе воспроизводит свидетельства арабо-персидских авторов IX—X веков о славянах и русах, в особенности близка к сочинению Ибн Русте (см. письменные свидетельства о руси).
Поэма персидского автора Низами «Искандер-наме» (1201) рассказывает, как Искандер (Александр) отправился в поход на Китай, но узнаёт, что полчища русов разграбили Азербайджан (исламский мир помнил разрушительные походы руси на Бердаа в 944 году), и вступает с ними в бой. «Искандер-наме», книга, которая опиралась на достижения классической восточной географии X века, русы, наряду с хазарами, аланами, буртасами и другими племенами Восточной Европы X века, которые жили за Кавказским хребтом по дороге к земле библейских Гога и Магога (Яджудж у Низами), описаны как варвары, что обликом напоминают демонов или мифический народ кинокефалов античной традиции. Одного из этих чудовищ, демонического вида воина, русы выпустили против Искандера, но герой заарканил его. Русы оказались побеждены, прирученный героем демон привёл в дар красавицу-китаянку. Благородный Искандер освободил «шаха русов», который признаёт его власть. В поисках напитка бессмертия Искандер отправился в страну Мрака. Он создал город Болгар на Волге. Искандер возвращается через страну русов и доходит до своей столицы Рума на кораблях. В ходе своего следующего странствии к краю света Искандер воздвиг стену, которая отделила дикий народ яджудж от народов мира и будет стоять до Судного дня.
Абулгази в XVII веке упоминал Руса как сына Иафета.

## Славянская литература
В славянских источниках Рус и Словен выступают как друзья или братья.
Согласно западнославянской этногенетической легенде, Рус — князь, родоначальник и вождь племени русов, названного по его имени, его братьями были Чех (родоначальник чехов) и Лех (родоначальник поляков). Легенда известна по польской «Великой хронике о Польше, Руси и их соседях»:
В древних книгах пишут, что Паннония является матерью и прародительницей всех славянских народов… от этих паннонцев родились три брата, сыновья Пана, владыки паннонцев, из которых первенец имел имя Лех, второй — Рус, третий — Чех. Эти трое, умножась в роде, владели тремя королевствами: лехитов, русов и чехов, называемых также богемцами»
Именно в Великопольской хронике легенда появилась в законченном виде в XIV веке, так как в рукописи, написанной в 1295—1296 годах (из библиотеки Яна Годийовского), отсутствует фрагмент о братьях. Предполагают, что автор версии о трёх братьях добавил Руса к легенде о лехе по имени Чех из хорватской земли, известной по чешской стихотворной хронике Далимила Мезиржицкого, созданной в 1308—1314 годах. Чех и Лех фигурируют в чешской «Хронике» Яна Пшибика из Пулкавы XIV века, все три брата — у польского историка Яна Длугоша XV века.
В «Хронике польской…» Матвея Стрыйковского (1582), Рус, предок-эпоним руси, предстаёт братом или потомком Леха (предка поляков) и Чеха, общим праотцем которых и называется Мосох, сын Иафета.
Данная легенда была положена в основу генеалогии рода князей Острожских. Во времена Константина Острожского была создана генеалогия его предков, в которой утверждалось, что он потомок в восьмом колене «короля Руси — Даниила», великого киевского князя Владимира «первокрестителя» и «первопредка Руса».
Согласно «Сказанию о Словене и Русе», новгородскому по происхождению легендарно-историческому сочинению XVII века, Рус произошёл от Скифа. По причине усобицы Рус и его брат Словен в 3099 году от Сотворения мира со своими людьми переселились на север. На севере деяния Словена и Руса связывается с древними топонимами и городами. Они долго странствовали, затем пришли к озеру Мойска, позднее получившему название Ильмень («Илмерь») в честь сестры Словена и Руса Илмеры. Река Мутная была переименована по имени старшего сына Словена в Волхов. На её берегу князь построил город Великий Словенск, позднее названный Новгород. Рус основал Русу (Старая Руса). Аналогично прочие новгородские топонимы возводятся к именам родственников князей. Рус, в западнославянских легендах имевший скромную роль младшего брата или потомка Леха, в русской версии легенды становится вместе со Словеном предком всех славянских народов. «Сказание…» повторяет распространённую легенду о происхождении Рюрика от римского императора Августа. Новым в русской традиции было утверждение о родстве славян с кочевыми народами, прежде всего, скифами (ср. польский сарматизм). Сыновья и внуки Словена и Руса совершали походы до Ледовитого океана, Урала и страны за горами, «рекомой Скирь, иже есть Сибирь». Потомкам Словена и Руса покорился весь север до Ледовитого океана и Зауралья — Сибири, а вместе с сородичами — болгарами и скифами они подчинили земли до Дуная.
Конструкция «Сказания…» и его датировки не соответствуют историческим реалиям; скифская эпоха относится к 1-му тысячелетию до н. э., а в «Сказании…» Словен и Рус перемещаются со своими народами на север Восточной Европы из-за распрей между потомками Скифа в 2409 году до н. э.
Отнесение пророчества Иезекииля к предводителю варварских народов севера — «Гогу, в земле Магог, архонту Роса, Мосоха и Тобела» привлекалось в русской историографии со времён Синопсиса 1674 года. На это обращал внимание историк А. П. Дьяконов, который объяснял «интерпретацию» переводчика Септуагинты тем, что тот уже знал о неком народе рос. Учёный следовал традиционным толкованиям библейских текстов с позиций исторической школы (ср. в церковном словаре, трактующем титул русского князя в арабской передаче X века, хакан-рус, в качестве кальки евр. наси-рош). Этот подход игнорирует контекст Библии, поскольку Иезекииль к Гогу в земле Магог относит прежде всего персов, эфиоплян и ливийцев (Иез. 38:5) — народы Ближнего Востока, угрожавшие Израилю, и лишь потом Гомера (то есть киммерийцов) «со всеми отрядами его, дом Фогарма, от пределов севера» (Иез. 38:6).

## В современной культуре

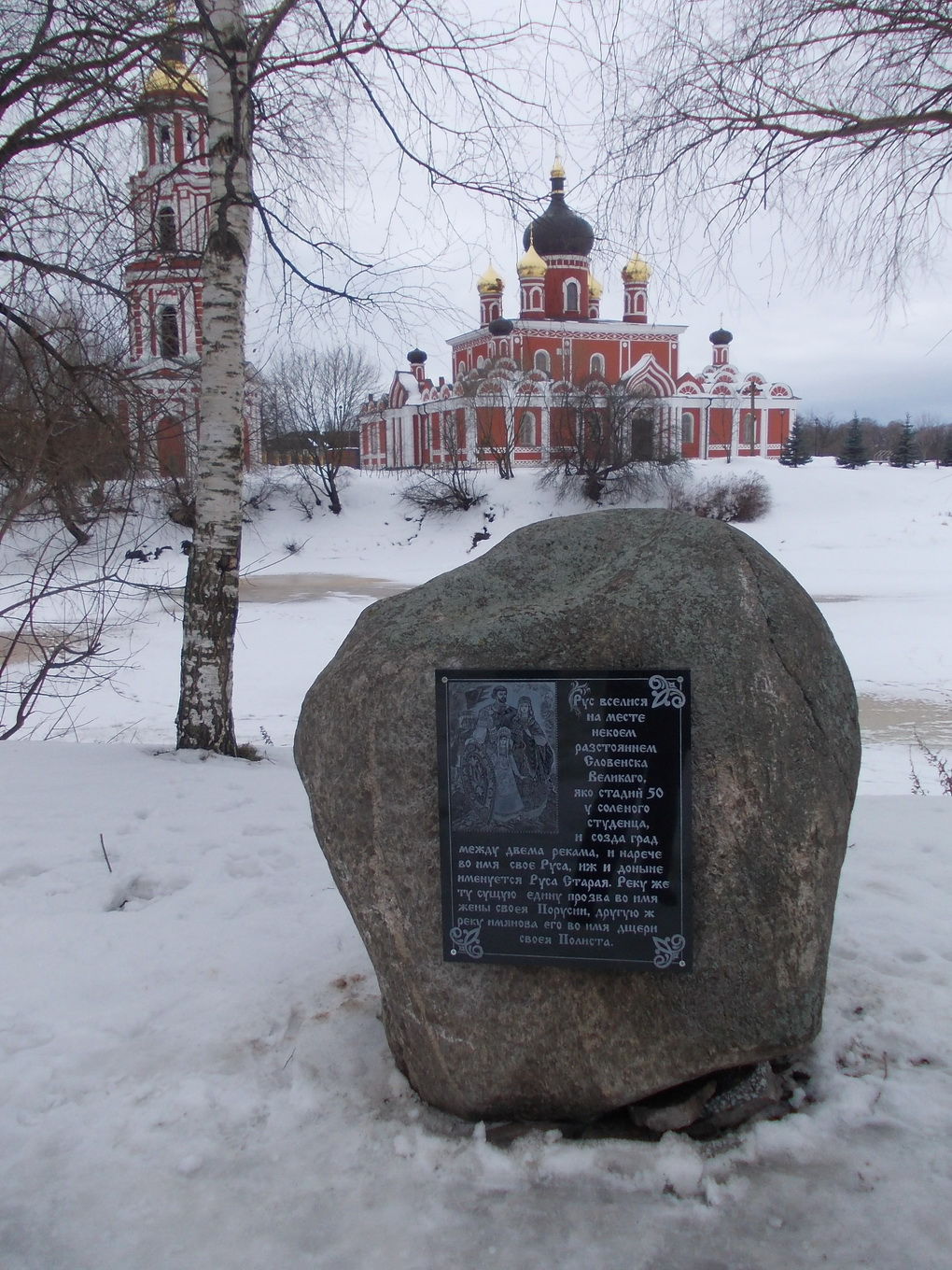
Памятный знак Русу как эпическому основателю города Старой Руссы

В резолюцию Второй Всероссийской конференции «Сохранение и возрождение малых исторических городов» (Новгородская область, Старая Русса; 30 сентября — 1 октября 2010 года) было включено следующее:

15. Поддержать инициативу администрации муниципального образования «Город Старая Русса» установления в Старой Руссе памятника Русу — эпическому родоначальнику русского народа и основателю города и рекомендовать администрации МО «Город Старая Русса» организовать проведение всероссийского конкурса на создание памятника".